# فرانسيس ترامبل

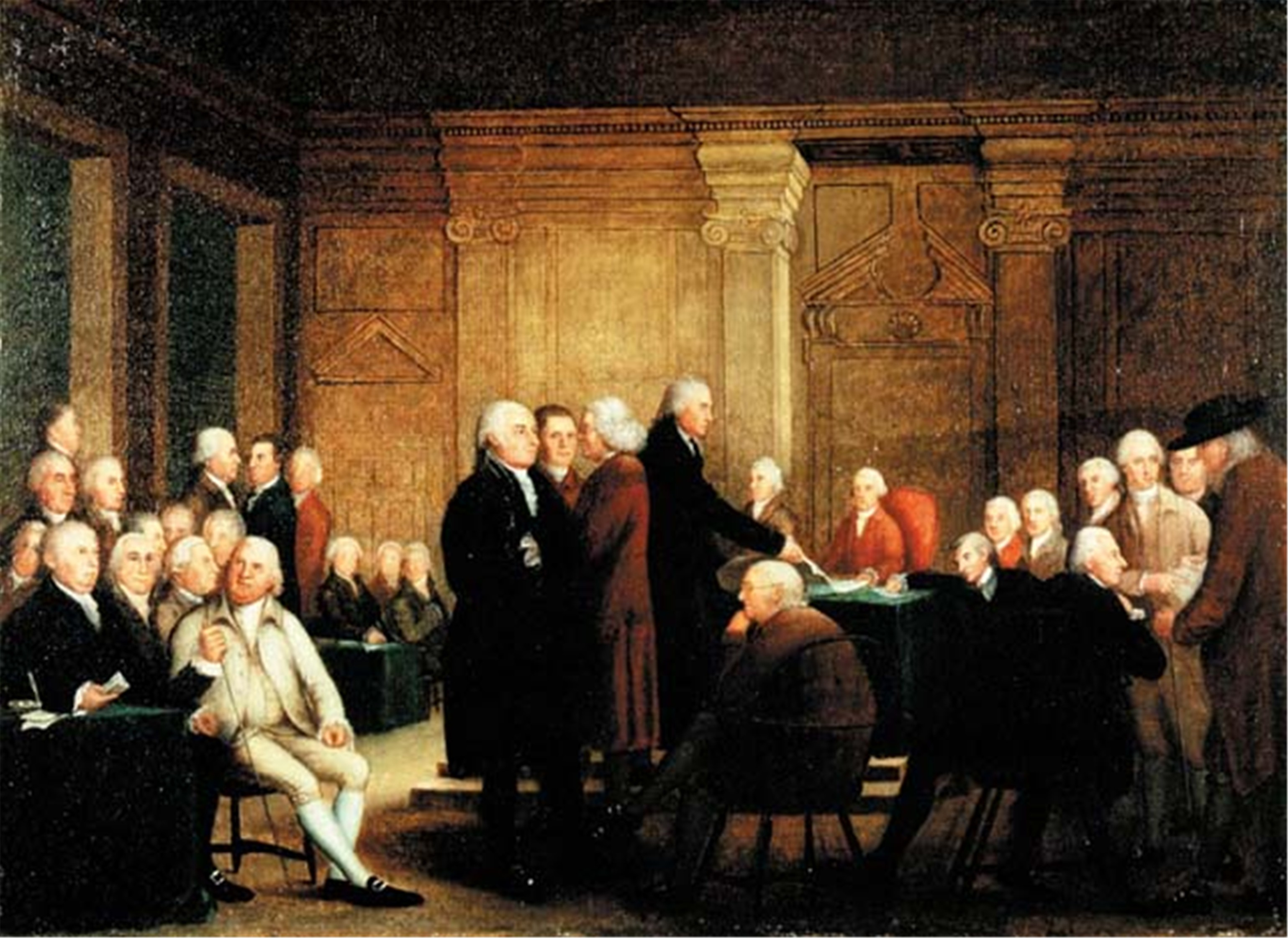
مؤتمر التصويت على الإستقلال (حوالي 1784-88) لروبرت إدج باين.

فرانسيس ترمبل (بالإنجليزية: Francis Trumble) كان في القرن 18 صانع أثاث وكراسي من فيلاديلفيا في بنسيلفانيا.
أنتج ترمبل عدة أنواع من الأثاث الفاخر في طراز الملكة آن، شيبنديل، وطراز العمارة الفيدرالية. قام أيضا بصناعة كراسي ويندسور التي يقال أنها استعملت في المؤتمر القاري الثاني بقاعة الاستقلال، كما ظهرت هذه الكراسي في لوحات إعلان الاستقلال الأمريكي. صنع سبع طرازات من الكراسي ويعتبر من الحرفيين المؤسسين صناعتها.
اشتغل ترمبل بمحل في ملكية جون ستوكر في شارع فرونت ستريت من سنة 1745 إلى موته سنة 1791. تم الحفر بموقع المحل والكشف عن أزاميل، مسامير، ومبارد حديدية، ومقابض خشبية وعظمية.